# اين اندروز
اين اندروز (بالإنجليزية: Wayne Andrews)‏ (25 نوفمبر 1977 بادنغتون المملكة المتحدة - ) هو لاعب كرة قدم بريطاني يلعب كمهاجم.

## روابط خارجية
- اين اندروز على موقع قاعدة بيانات كرة القدم.إي يو (الإنجليزية)
- اين اندروز على موقع Soccerbase.com (لاعب) (الإنجليزية)
- اين اندروز على موقع عالم كرة القدم.نت (الإنجليزية)